# Ассоциация алжирских мусульманских улемов

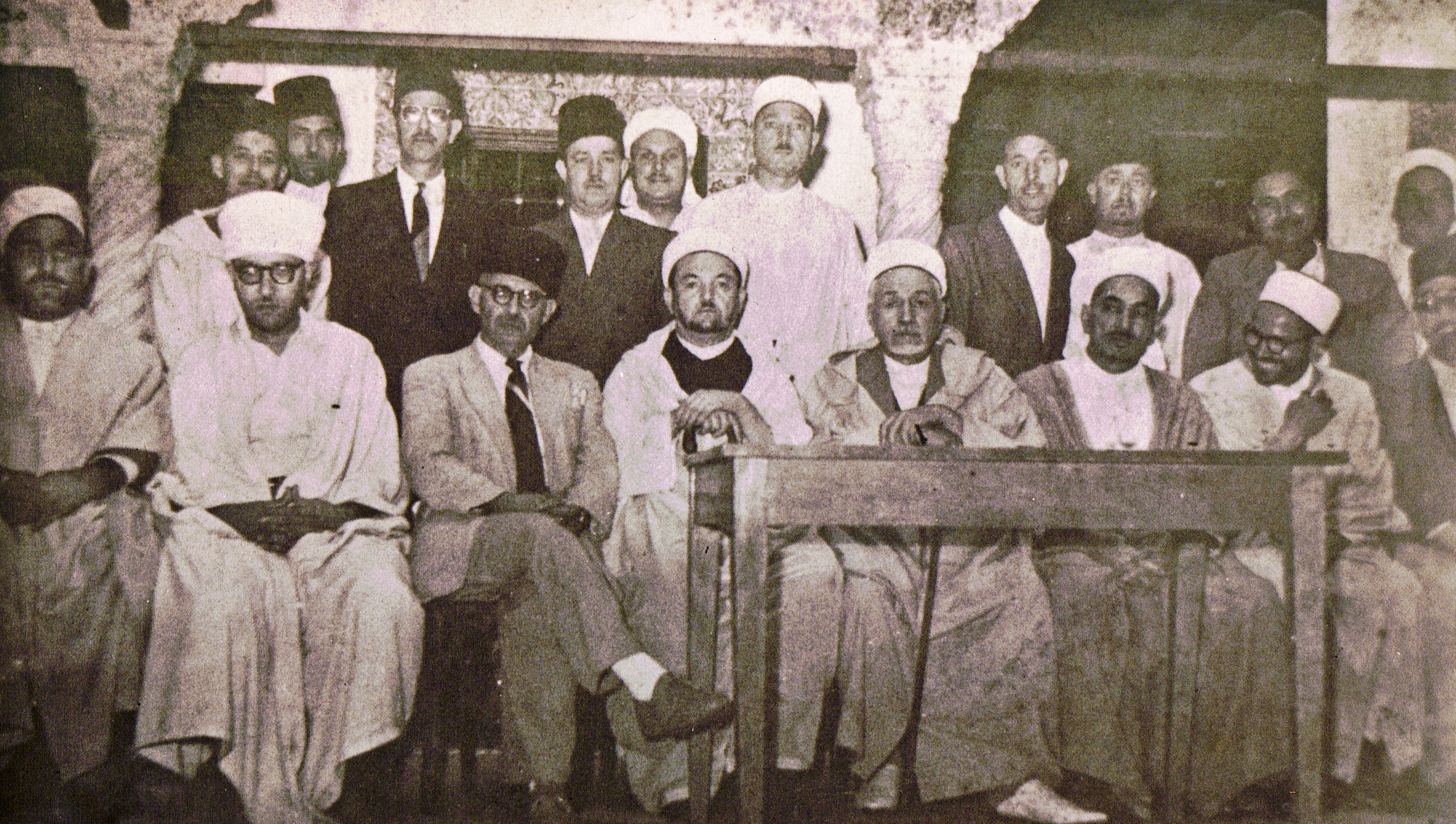
Главы Ассоциации алжирских мусульманских улемов в конце 1950-х годов

Ассоциация алжирских мусульманских улемов (араб. جمعيّة العلماء المسلمين الجزائريّين‎; фр. Association des oulémas musulmans algériens) — алжирская, гуманитарная и культурно-просветительная, мусульманская организация, созданная 5 мая 1931 году в Алжире с целью развития и поощрения ислама и распространения арабской культуры.

## История
Ассоциация алжирских мусульманских улемов была создана в 1931 году в городе Константина. Создателем ассоциации был мусульманский богослов Бен Бадис.
Ассоциация выступила против традиционных религиозных структур суфийских орденов. Улемы стали играть важную роль в алжирской политической и религиозной жизни, что вызвало беспокойство французских колониальных властей. В 30-х годов у Ассоциации алжирских мусульманских улемов было 1500 членов и она имела около 100 учреждений в Алжире. Французская колониальная администрация увидела в лице ассоциации потенциальную угрозу, поэтому в 1933 году ассоциация была запрещена французскими властями. Местным чиновникам было предписано пресекать деятельность улемов и коммунистов. Взамен улемов были учреждены консультативные комитеты богослужения. Однако такие действия французских властей вызвали лишь подъем авторитета улемов. В 1937 году члены «Алжирского мусульманского конгресса» вошли в состав Ассоциации алжирских мусульманских улемов. В 1938 году деятельность ассоциации пытались вновь ограничить с помощью репрессивных законов для религиозных школ. 16 апреля 1940 года в Константине умер лидер ассоциации Бен Бадис. Во время Второй мировой войны, несколько членов организации были арестованы по обвинению в коллаборационизме. В 1954 году организация работала в 181 медресе с около 40 000 студентами. После начала Войны за независимость Алжира, организация была запрещена французской колониальной администрацией. Имущество Ассоциации алжирских мусульманских улемов было конфисковано французскими властями. В 1956 году Ассоциация алжирских мусульманских улемов поддержала Фронт национального освобождения. После обретения Алжиром независимости многие бывшие кадры из Ассоциации алжирских мусульманских улемов вошли в систему образования этой страны. В 1962 году часть улемов пыталась возродить организацию на консервативной основе.
За время существования Ассоциация алжирских мусульманских улемов с её помощью было создано большое количество медресе и построено несколько мечетей, в том числе мечеть Эль-Умма в городе Алжир.

## Программа
Программа Ассоциации алжирских мусульманских улемов является одновременно религиозной и культурной. С религиозной точки зрения ассоциация занималась очищением ислама от суеверий и фетишизма. Осуществлялись попытки привлечения шиитов с целью их присоединения и создания единой общности мусульман в Алжире на основе суннизма. Выступали против шиитских и суфийских догм в исламе. В том числе против мурабитов и завий. В культурном плане челны организации пытались объединить арабов и берберов используя доктрину единства мусульман. Также пытались очистить алжирскую культуру от заимствованных туда французских ценностей и морали.

## Политика
Улемы представляли арабо-исламские тенденции в алжирском национальном движении и были одним из его основных компонентов. В 1956 году организация самораспустилась и примкнула к Фронту национального освобождения.

## Известные представители
- Бен Бадис
- Таиб эль-Якуби
- Мохамед Эль Башир Ибрахими
- Чейк Аббас[фр.]